# Sciencefiction
Sciencefiction (afgekort sf, scifi of essef, in het Engels als science fiction gespeld), is een artistiek genre dat vertegenwoordigd is in literatuur, stripverhalen, films, televisieseries, hoorspelen en computerspellen.
Het Engelse "science fiction" betekent letterlijk vertaald "wetenschapsfictie", en dit is dan ook de betekenis die de bedenker van de term, Hugo Gernsback, eraan heeft willen geven. Voor Gernsback was de sciencefiction vooral bedoeld als een middel tot popularisatie van de wetenschap en van wetenschappelijke ontdekkingen, maar de geschiedenis ervan laat zien dat deze gedachte door latere schrijvers slechts beperkt is nagestreefd. In het genre worden tegenwoordig vooral toekomstbeelden met verzonnen technologische vooruitgang en wetenschappelijke ontwikkelingen gebruikt.
Criticus Darko Suvin hanteert de volgende definitie: "een literair genre of woordconstructie waarvan de [...] voorwaarden de aanwezigheid en interactie van vervreemding en cognitie zijn, en waarvan het belangrijkste instrument een verbeeldingskader is dat een alternatief vormt voor de empirische omgeving van de auteur."

## Oorsprong
Sciencefiction als een commercieel genre bestaat sinds 1926, toen Amazing Stories, het eerste tijdschrift volledig gericht op het sciencefictiongenre werd uitgegeven, maar de geschiedenis van de sciencefiction als literair genre gaat verder terug.
Veel verdedigers van sciencefiction als een gerespecteerd literair genre zien al vroeg in de geschiedenis voorlopers van sciencefiction. In zijn Pictoral History of Science Fiction draagt David Kyle bijvoorbeeld de Griekse satireschrijver Lucianus van Samosata voor als de eerste echte sciencefictionschrijver, omdat deze in zijn Ἀληθῆ διηγήματα (Ware geschiedenis) uit 160 n.Chr. schrijft over een reis naar de maan. De natuur- en sterrenkundige Johannes Kepler schreef ten tijde van de controverse rondom Copernicus' heliocentrische wereldbeeld ook over een reis naar de maan. Zijn voornaamste doel was om een dispuut te starten over de bewegende maan en de bewegende aarde. In Somnium (Latijn voor Droom) (1620–1630) beschreef hij de beweging van de aarde gezien vanuit dat perspectief van de maan. Waar Kepler nog maandemonen nodig had om de afstand te overbruggen, had Cyrano de Bergerac in Histoire Comique des États et Empires de la Lune (Maanreis, 1657) en Les États et Empires du Soleil (Reis naar de zon, 1662) al meer technische oplossingen voor zijn ruimtevaartuigen. Cyrano's luchtreis vond plaats in een grote houten kist, zeer licht van gewicht, die hermetisch afgesloten kon worden. Het geheel werd aangedreven door een kristal en een zeil dat bewoog op zonnewind. De straling van sterren werd zo omgezet in bruikbare energie. Hiermee overbrugde het vaartuig de grote afstanden. Naast bovengenoemden worden ook schrijvers als Thomas More (Utopia, 1516) en Jonathan Swift, (Gullivers reizen, 1726), soms aangeduid als proto-sciencefictionschrijvers. Hun verhalen worden door sommige critici gezien als het fantasygenre, aangezien er bij tijden bovennatuurlijke gebeurtenissen in voorkomen. Isaac Asimov en Carl Sagan zien echter Keplers werk als eerste daadwerkelijke sciencefictionverhaal.
Voor critici als Brian Aldiss is sciencefiction niet mogelijk zonder wetenschap. Volgens Aldiss is het eerste echte sciencefictionverhaal dan ook veel later geschreven dan de hier boven aangehaalde verhalen. In zijn boek Billion Year Spree draagt hij Frankenstein (1818) van Mary Shelley voor als eerste sciencefictionverhaal omdat dit volgens hem het eerste verhaal is waarin een wetenschappelijk onderwerp (in dit geval elektriciteit) wordt gebruikt in plaats van magie om de wonderbaarlijke gebeurtenissen in het verhaal te verklaren. Zijn stellingname doet vermoeden dat hij Cyrano de Bergeracs sciencefiction niet heeft gelezen.
Na Shelley waren het Jules Verne en H.G. Wells die het meest hebben bijgedragen aan de ontwikkeling van de moderne sciencefiction. Hierbij kan Verne beschouwd worden als de vader van de zogenoemde realistische sciencefiction. Hij schreef romans waarin uitvindingen centraal stonden waarvan de basiselementen ofwel al waren uitgevonden, of op het punt stonden om te worden uitgevonden, zoals de onderzeeboot en het vliegtuig. Met deze romans beschreef hij de mogelijkheden die de verdere ontwikkeling van die uitvindingen met zich mee zouden brengen. In Twintigduizend mijlen onder zee geeft hij de onderzeeboot Nautilus de mogelijkheid om weken onder water te varen, iets wat echte onderzeeboten pas konden toen de atoomonderzeeboot was uitgevonden.
Wells daarentegen was veel minder geïnteresseerd in hoe een uitvinding zou moeten werken en veel meer in wat ermee zou kunnen worden gedaan. Zijn vroege sciencefictionromans, met name De Tijdmachine (The Time Machine, 1895), The Island of Doctor Moreau (1896), De onzichtbare man (The Invisible Man, 1897), De oorlog der werelden (The War of the Worlds, 1898) en The First Men in the Moon (1901), hadden een grote invloed op de ontwikkeling van het genre, niet het minst omdat hij naast het eerste tijdreis-verhaal ook het eerste verhaal over een buitenaardse invasie schreef, en verder omdat de thema's die hij aansneed in zijn romans nog steeds worden gebruikt in de moderne sciencefiction.

## Modern

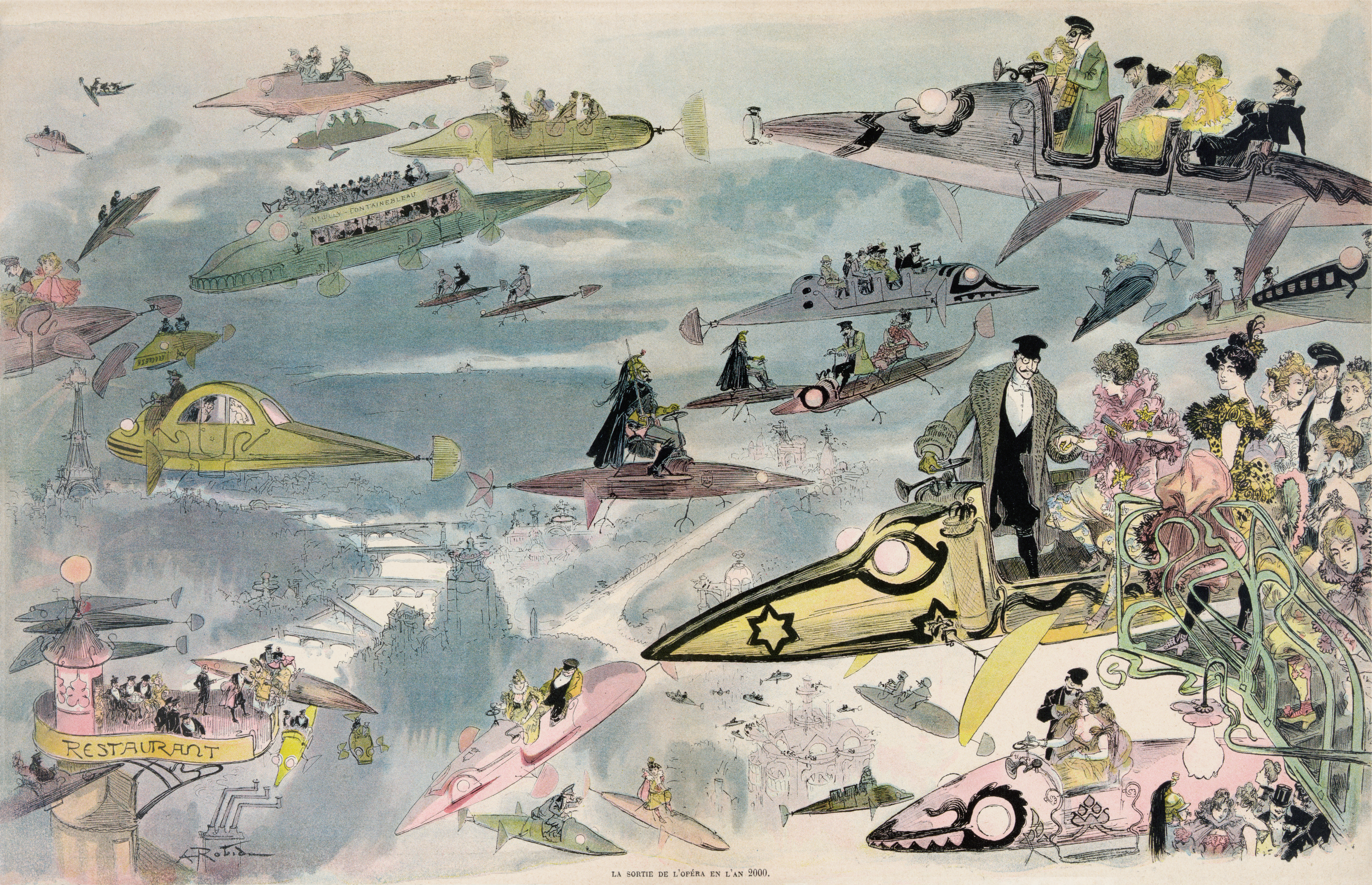
Proto-sciencefiction: Albert Robida's illustratie Sortie de l'opéra en l'an 2000 (1882).

Het ruimtevaarttijdperk brak officieel aan op 4 oktober 1957 met de Spoetnik-lancering in de Sovjet-Unie. Vier jaar later, in 1961, werd kosmonaut Joeri Gagarin de eerste mens in de ruimte en in 1969 zette astronaut Neil Armstrong als eerste mens voet op de maan.
Deze gebeurtenissen gingen aan de sciencefiction bepaald niet onopgemerkt voorbij. Sciencefictionverhalen begonnen volwassen te worden. A.E. van Vogt had al in 1945 de toon gezet met zijn Nul-A-trilogie, in 1951 op de voet gevolgd door Isaac Asimov met zijn Foundation-serie. Robert A. Heinlein volgde met Dubbelster en vooral Vreemdeling in een vreemd land, Stanisław Lem in 1961 met Solaris, Frank Herbert in 1963 met Duin en Arthur C. Clarke in 1968 met 2001: A Space Odyssey.
Televisie en bioscoop bleven intussen niet achter. In 1963 verscheen de Britse sciencefictionserie Doctor Who, al snel gevolgd door het Amerikaanse Star Trek. In 1968 werd 2001: A Space Odyssey gelijktijdig met de verschijning van het boek bewerkt tot film door Stanley Kubrick. De film Solaris door Andrej Tarkovski kwam uit in 1972. Steven Spielberg bracht in 1977 Close Encounters of the Third Kind, en in hetzelfde jaar verscheen de eerste Star Warsfilm in de bioscoop, destijds gewoon onder de naam Star Wars maar na de latere vervolgfilms nu bekend als Star Wars: Episode IV: A New Hope. Een jaar later kwam Battlestar Galactica uit. Dit was de eerste film van een hele reeks series en films. In de jaren 80 kwam E.T. the Extra-Terrestrial uit, een wereldhit met een opbrengst van meer dan 500 miljoen dollar. In 1987 verscheen op televisie eindelijk een vervolg op Star Trek, namelijk Star Trek: The Next Generation. In de jaren 90 verschenen succesvolle series als Babylon 5, The X-Files, Star Trek: Deep Space Nine, Star Trek: Voyager en Stargate SG-1. Ook in de 21e eeuw verschenen nieuwe sciencefictionseries: Firefly, Smallville, Stargate Atlantis, Heroes, Star Trek: Enterprise en The 4400. Ook Battlestar Galactica kreeg een vervolg, vanaf 2003 tot 2013.
In de hedendaagse sciencefiction is vaak een tendens waar te nemen om andere mogelijke maatschappijen te beschrijven, waarbij de auteur de vrijheid kan nemen (door andere intelligente soorten of andere planeten te poneren) de dingen zo in te richten dat het resultaat plausibel wordt waar dit als extrapolatie van de bestaande aardse maatschappijvormen niet zo zou kunnen zijn. Goede sciencefiction is intern consistent - als de lezer eenmaal de basale 'suspension of disbelief' heeft kunnen verrichten, zit het verhaal verder logisch in elkaar. Opvallend is dat veel enthousiaste lezers werkzaam zijn in wetenschap en techniek (ingenieurs, natuurkundigen, IT-specialisten, enz.). Vaak heeft het lezen van sciencefiction in hun jeugd hen gestimuleerd om in deze richtingen verder te studeren. Ook zijn veel bekende sciencefictionschrijvers tevens wetenschapper, zoals Stephen Baxter en Vernor Vinge die beiden ook afgestudeerd wiskundige zijn.

## Subgenres

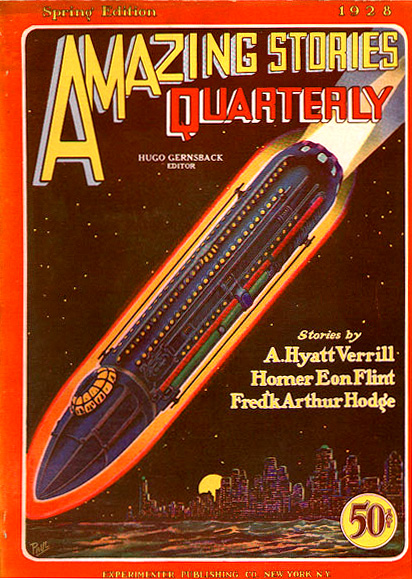
Amazing Stories-uitgave uit 1928

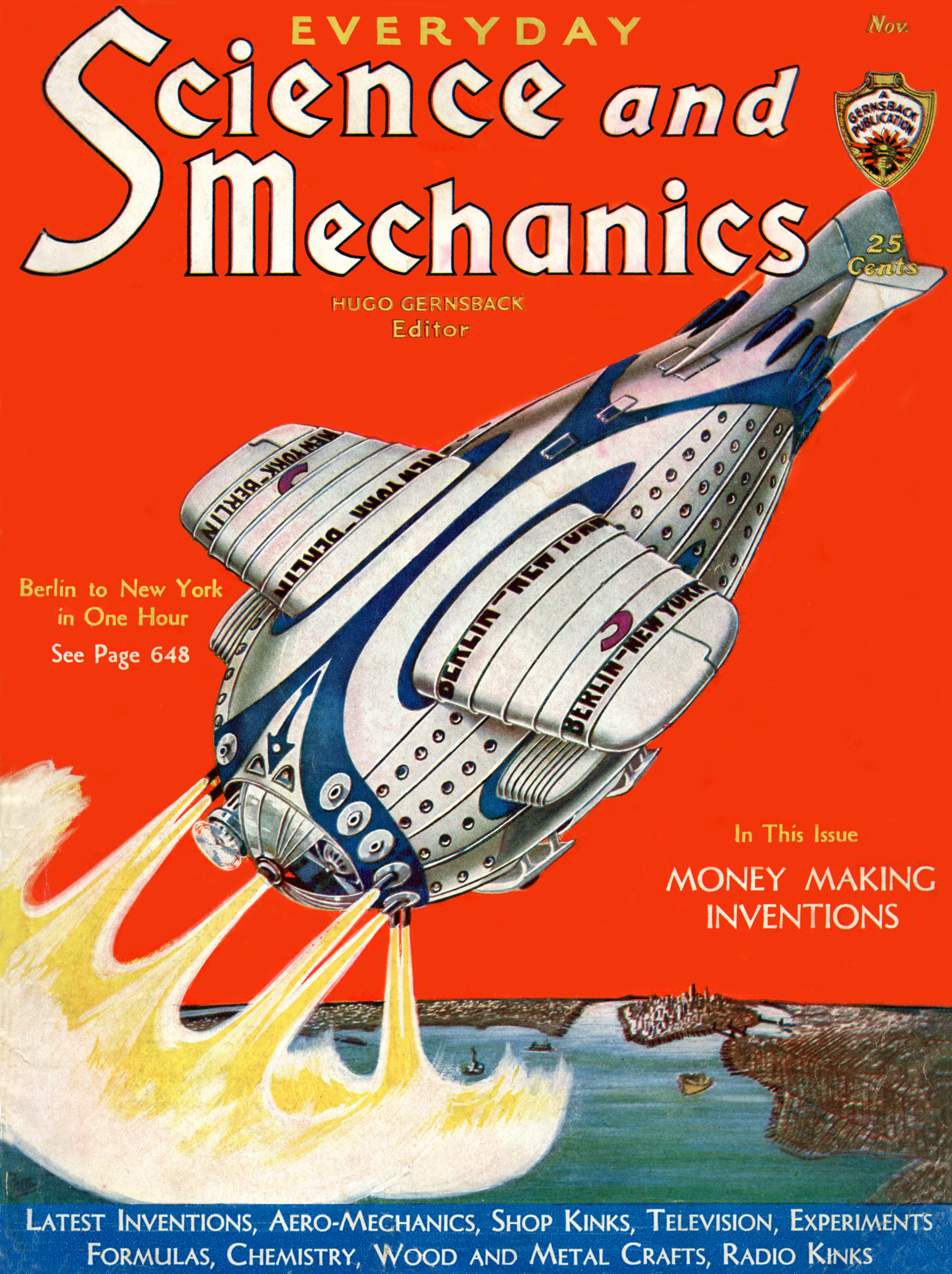
Cover van Everyday Science and Mechanics, november 1931

- Apocalyptische en postapocalyptische sciencefiction die handelt over het einde van een beschaving, kan enigszins gezien worden als een bijzondere vorm van de invasieliteratuur. Bekende voorbeelden H.G. Wells The War of the Worlds en John Christopher met zijn jeugdtrilogie The Tripods.
- Harde sciencefiction: hierin wordt zo veel mogelijk rekening gehouden met de echte natuurwetten en worden meestal speculatieve theorieën tot hun uiterste consequentie doorgetrokken. Vernor Vinge, Greg Egan, Damien Broderick, Ben Bova, David Brin zijn vertegenwoordigers van deze richting.

Sommigen hanteren dit als de engere definitie van sciencefiction. Als gevolg van de nadruk op wetenschap en technologie kunnen karakterisering van de personages en literaire stijl wat naar de achtergrond verdwijnen.
- Zachte sciencefiction: het tegenovergestelde van harde sciencefiction. Zachte of Soft-sciencefiction beschrijft vaak de niet-technologische wetenschappen als economie, politiek en psychologie. Er wordt veel aandacht besteed aan de samenstelling en opbouw van een beschaving en veel minder aan de techniek waarvan men zich bedient. Philip K. Dick, Ursula K. Le Guin, Robert Heinlein en Julian May schreven veel zachte sciencefiction.

Wordt ook maatschappelijke sciencefiction genoemd: zie echter hieronder voor een andere interpretatie van die term.
- Maatschappelijke sciencefiction: hier wordt een toekomstige of zelfbedachte maatschappijvorm of cultuur intern consistent beschreven. Vertegenwoordiger bij uitstek van dit genre is Jack Vance, maar ook Larry Niven met zijn Bekende Ruimte-cyclus, Isaac Asimov (Foundation-trilogie), Stanisław Lem en E.E. 'Doc' Smith (Lensman-serie) hebben in dit genre geschreven. Verder vallen de dystopische romans Brave New World van Aldous Huxley en 1984 van George Orwell hieronder. Subgenres hiervan zijn:
  - Alternatieve geschiedenis: hierbij wordt ervan uitgegaan dat een historische gebeurtenis anders is verlopen dan in onze 'echte' historie. Duitsland wint de Eerste of Tweede Wereldoorlog, het Romeinse Rijk gaat niet ten onder, in de Amerikaanse Burgeroorlog wint het Zuiden enz. Alternatieve geschiedenissen spelen zich dikwijls af in een parallel heelal, maar kunnen ook een zuiver hypothetisch karakter hebben. Veel verhalen van Harry Turtledove, Frank Drake, Steven M. Stirling en Poul Anderson kunnen tot het genre worden gerekend. Andere bekende voorbeelden zijn de film Sky Captain and the World of Tomorrow, het groepsproject Ill Bethisad en in zekere zin ook de stripreeks De Duistere Steden. Op usenet zijn er verschillende nieuwsgroepen die zich alleen met dit thema bezighouden. Het genre staat ook wel bekend onder de naam retro-sciencefiction.
  - Militaire sciencefiction: de verhalen concentreren zich op interplanetaire of interstellaire conflicten in een militaristische maatschappij, vaak gezien vanuit de ogen van gewone mensen of soldaten, zoals in de Ender-verhalen van Orson Scott Card en de films/televisieseries Battlestar Galactica, Starship Troopers en Space: Above and Beyond.
- De-grote-reis-sciencefiction: avonturen verhalen waarin de helden van het verhaal op zoek zijn naar iets of iemand of een bepaalde opdracht moeten vervullen en ondertussen van alles beleven op andere en meestal exotische planeten, in het verleden of de toekomst enz.
- Space opera: een pulp-variant van sciencefiction. De personages zijn vaak cliché, de mannen gespierd, de vrouwen mooi en er is een duidelijk onderscheid tussen goed en kwaad. De verhalen zijn dramatisch en theatraal van opzet en beslaan vaak hele beschavingen en het lot van het heelal in zijn geheel tegen de achtergrond van multiraciale rijken; vaak beslaan ze meerdelige cycli van boeken of films en vormt wetenschap slechts de achtergrond voor romantisch spektakel.[7]
- Space western: hetzij een directe vertaling van het westerngenre naar een sciencefiction-context, tot en met het optreden van ruimtecowboys, hetzij sciencfiction die gebruik maakt van de tropen van de western zoals de primitieve technologie van de Amerikaanse frontier.[7]
- Anime is de benaming voor Japanse tekenfilms, vaak foutief mangafilms genoemd. Hoewel anime-films lang niet altijd sciencefictionfilms zijn, is dit wel het meest voorkomende genre. Een van de eerste anime-series, Astroboy, is sciencefiction, net als Akira, Captain Future, Dragonball en Ghost in the Shell. Een subgenre hiervan is:
  - Mecha: een subgenre waarin robotische gevechtsmachines de hoofdrol spelen. Succesvolle Mecha-series zijn Mobile Suit Gundam en Giant Robo. Overigens zijn er ook live-action-mecha-films; in verschillende Godzilla-films komen mecha's voor.
- Cyberpunk: een subgenre uit de jaren 80 dat zich richt op computers en informatietechnologie, vaak in combinatie met een afbreuk van de sociale orde. De verhalen gaan vaak over een conflict met hackers, kunstmatige intelligentie, robots en mega-bedrijven, die geplaatst zijn in een dystopie in de nabije toekomst. De staat is vervallen in anarchie waarbij de (economische) macht is overgenomen door grote bedrijfsconglomeraten. De sfeer van zulke verhalen lijkt vaak op het film-noirgenre. Bekende voorbeelden zijn de verhalen van William Gibson en de films Blade Runner, Tron en The Matrix.
- Fantasy, waarbij de verhalen zich afspelen in een eigen middeleeuws aandoende wereld met naast mensen eventueel meerdere rassen (zoals elfen en dwergen) en vaak magie, en Sword & Sorcery, met machtige tovenaars ridders en helden, barbaarse rijken, draken en andere fabelwezens en veel zwaardgevechten en dergelijke. Dit is strikt genomen geen sciencefiction, maar vormt een eigen genre. Soms aangeduid als sprookjes voor volwassenen. Voorbeelden zijn de verhalen van Conan de Barbaar en In de Ban van de Ring. Schrijvers van fantasy zijn onder andere Robert E. Howard, J.R.R. Tolkien, Jack Vance, Fritz Leiber en meer recent Terry Pratchett (Schijfwereld) en J.K. Rowling (Harry Potter). Adam Roberts[8] beschouwt fantasy niet als een subgenre van sciencefiction, maar contrasteert de twee artistieke tradities: sciencefiction is volgens hem materialistisch in de zin dat de niet-reële elementen ontleend worden aan een technologisch kader, terwijl fantasy steunt op een bovennatuurlijk gegeven. Hij brengt dit in verband met een cultureel onderscheid tussen de protestantse en katholieke denkwerelden.

Deze afbakeningen zijn niet scherp; er zijn talloze overgangsvormen. Veel sciencefiction gebruikt een mengeling van deze onderdelen, bijvoorbeeld technologisch hoog ontwikkelde beschavingen waarin ook magie mogelijk is (Star Wars). Julian May heeft een grote cyclus geschreven over een maatschappij waarin telepathie tot een geheel nieuwe structuur leidt (Het Galactisch Bestel). Een combinatie van vele genres vindt men in de serie Duin van Frank Herbert en het vervolg erop door zijn zoon Brian Herbert samen met Kevin J. Anderson. De Hyperion-cyclus van Dan Simmons vermengt fantasy met harde sciencefiction.

## Film en televisie
Al snel na de uitvinding van de cinematografie werden de eerste sciencefictionfilms gemaakt. Le voyage dans la lune uit 1902 is een beroemd voorbeeld. Andere vroege sciencefictionfilms zijn het Russische Aelita uit 1924 en Fritz Langs meesterwerk  Metropolis uit 1927. In de 21e eeuw is de sciencefictionfilm nog grotendeels in het stadium blijven steken dat in de sciencefictionliteratuur in de jaren 1940 en 1950 gangbaar was, de zogenoemde space opera, gekenmerkt door snelle ruimteschepen, vele buitenaardse wezens met vaak slechte bedoelingen, laserkanonnen en veldslagen in de ruimte. Later kwamen daar de tijdreizen (naar toekomst of verleden) bij. Er zijn overigens wel enkele intelligente en realistische sciencefictionfilms gemaakt, zoals Gattaca en Cube, maar die waren veel minder succesvol dan "ouderwetse" sciencefictionfilms als Independence Day en Star Wars.
Vooral de speciale effecten, mogelijk gemaakt door geavanceerde computertechnologieën, gaven de regisseurs van de sciencefictionfilms ongekende mogelijkheden hun films "aan te kleden". Hierbij wordt het met de elementaire fysica niet zo nauw genomen: vijandelijke interplanetaire ruimteschepen razen in Star Wars hoorbaar voorbij ondanks het feit dat geluid zich niet kan voortplanten in een vacuüm. Ook het reizen met grotere snelheid dan het licht is een moeilijkheid die meestal gemakkelijk wordt genegeerd, terwijl eventuele buitenaardse wezens tot ieders opluchting meestal vlekkeloos en idiomatisch Amerikaans-Engels blijken te spreken, al hebben ze soms wat andere normen en waarden dan wij. En anders bestaan er vertaalcomputers die de communicatie probleemloos maken. Een van de recentste incarnaties van de televisieserie Star Trek: Enterprise heeft daarentegen een taalkundige aan boord (Hoshi Sato, een xeno-linguïst) wiens primaire taak het is met de aliens van gedachten te wisselen. Daar deze serie een prequel is van de oorspronkelijke Star Trekserie - zo wordt uitgelegd - zijn de in het 'Star Trek universum' latere gebruikelijke vertaalcomputers nog niet uitgevonden en moet Hoshi daadwerkelijk moeite doen om communicatie te bewerkstelligen tussen mensen en buitenaardsen.
Er is een aanzienlijke overlap met de genres Sword & Sorcery en fantasy waarneembaar, alhoewel deze meer naar de avonturenfilms neigen. Ook een overlap met de horror- en thriller-genres komt steeds vaker voor.

### Televisieseries
1950-1959
Flash Gordon
Morgen gebeurt het
The Twilight Zone
The Invisible Man
Out of the Unknown
1960-1969
Doctor Who
The Jetsons
The Outer Limits
Star Trek
Thunderbirds
Ruimteschip Orion
The Invaders
1970-1979
Battlestar Galactica
Blake's 7
Buck Rogers
De Man van Zes Miljoen
Space: 1999
1980-1989
Alien Nation
The Hitchhiker's Guide to the Galaxy
Quantum Leap
Red Dwarf
Star Trek: The Next Generation
V
Knight Rider
Airwolf
1990-1999
3rd Rock from the Sun
Æon Flux
Babylon 5
Earth 2
Farscape
Futurama
The Outer Limits
Power Rangers
Sliders
Space: Above and Beyond
Stargate SG-1
Star Trek: Deep Space Nine
Star Trek: Voyager
The Visitor
The X-Files
2000-2009
The 4400
Andromeda
Dark Angel
Firefly
Heroes
Lost
Stargate Atlantis
Star Trek: Enterprise
Torchwood
Battlestar Galactica
Stargate Universe
V (2009)
Dollhouse
Agents of S.H.I.E.L.D.
Star Trek: Discovery

## Schrijvers
Representatieve sciencefictionschrijvers:
Douglas Adams -
Michael Crichton -
Isaac Asimov -
Iain M. Banks -
Ray Bradbury -
Eddy C. Bertin -
Alfred Bester -
B.R. Bruss -
Lois McMaster Bujold -
Orson Scott Card -
C.J. Cherryh -
Arthur C. Clarke -
Samuel R. Delany -
Philip K. Dick -
Stephen R. Donaldson -
Philip José Farmer -
Raymond Feist -
William Gibson -
Harry Harrison -
Robert A. Heinlein -
Frank Herbert -
Ursula K LeGuin -
Fritz Leiber -
Stanisław Lem -
Liu Cixin -
Julian May -
Larry Niven -
Veronica Roth -
Pamela Sargent -
Jack Vance -
Jules Verne -
A.E. van Vogt -
H.G. Wells -
Robert Silverberg -
Theodore Sturgeon -
Tais Teng -
Kurt Vonnegut -
John Wyndham -
Rick Yancey -
W.J. Maryson -
Mel Hartman -
Django Mathijsen -
Roger Zelazny.
Zie Lijst van sciencefiction- en fantasyschrijvers voor een uitgebreidere lijst met schrijvers.

## Nederland en Vlaanderen

### Schrijvers
Betje Wolff schreef al in het jaar 1777 de toekomstroman Holland in het jaar 2440. Nog geen vijftig jaar later verscheen Kort verhaal van eene aanmerkelijke luchtreis en nieuwe planeetontdekking (1813) van de hand van Willem Bilderdijk. Ook Nederlandse schrijver Maurits Dekker heeft veel bijgedragen aan het genre van de toekomstroman: Een toekomst-roman (1926), De aarde splijt (1930) en De wereld heeft geen wachtkamer (1949). De Vlaamse schrijver Theo Bogaerts schreef al in 1928 de sciencefiction-avonturenroman Het oog op de heuvel. De eveneens Vlaamse Paul van Herck schreef vanaf 1965 korte sciencefictionverhalen en enkele jaren later ook romans en hoorspelen in dit genre. Zijn bekendste werk is Sam, of de Pluterdag uit 1968. Een andere bekende Nederlandse hoorspelschrijver was Carl Lans met zijn reeks Testwerelden van de Galaxie. De Nederlander Felix Thijssen schreef tussen 1971 en 1978 zo'n vijftien sciencefictionboeken, waaronder de achtdelige serie over Ruimteverkenner Mark Stevens en vier boeken over Arne Nay Sterzon. Deze boeken werden uitgebracht in de reeks Fontein SF, waarin ook ander Nederlandstalig werk werd opgenomen. In 1980 schreef de Nederlandse Wim Gijsen het sciencefictionboek De eersten van Rissan en een jaar later het aansluitende slotdeel De koningen van weleer, na het bovengenoemde Sam, of de Pluterdag pas het tweede Nederlandstalige werk in de sciencefictionboekenreeks M=SF van uitgeverij Meulenhoff. Ook auteurs als Tais Teng, Peter Schaap, Auke Hulst, Hanna Bervoets, Aafke Romeijn, Rob van Essen, Johan Leys en Django Mathijsen hebben recentelijk bijgedragen aan het genre Nederlandstalige Sciencefiction.

### Uitgevers
Sinds de jaren 30 is er in het Engelstalige taalgebied een groot aantal sciencefictiontitels verschenen. In de jaren zestig werd dit genre ook populair in Nederland en er was dan ook een aantal uitgeverijen die, in een relatief korte tijd, de belangrijkste werken vertaalden en uitgaven. Naast series van onder andere Born, Bruna, Fontein, Scala en Prisma was die van Meulenhoff de belangrijkste.
Onder de subtitel M=SF startte de uitgever een reeks die zijn aanvang nam in 1967. De eerste 62 deeltjes verschenen met een witte kaft: de zogenoemde "witte reeks". Herdrukken hiervan en verdere uitgaven verschenen met een gekleurde omslag. De meest belangrijke en invloedrijkste schrijvers zijn in de reeks te vinden zoals Isaac Asimov, Arthur C. Clarke, Philip K. Dick, Philip José Farmer, Harry Harrison, Robert Heinlein, Frank Herbert, Ursula Le Guin, Fritz Leiber, Larry Niven, Jack Vance, A.E. van Vogt, Robert Silverberg, Theodore Sturgeon en Kurt Vonnegut.
In de jaren 80 verminderde de belangstelling van het publiek en hierdoor ook de nieuwe uitgave van vertaalde sciencefiction geleidelijk en veel uitgevers stopten hun sciencefictionreeksen zelfs helemaal. Alleen Meulenhoff bleef over maar in de jaren 90 werd de frequentie van nieuwe vertaalde uitgaven ook hier steeds kleiner en werd in plaats daarvan steeds meer vertaalde fantasy-uitgegeven in de M=SF-reeks. Hierdoor verloor deze bekende reeks volgens vele fans grotendeels zijn 'pure' sciencefictionkarakter.
In het Nederlands taalgebied hebben uitgevers zich de laatste jaren vrijwel uitsluitend geconcentreerd op het fantasy-genre, mede door het succes van Harry Potter en The Lord of the Rings. Hierdoor worden veel nieuwe sciencefictionboeken niet meer vertaald, waardoor de sciencefictionfan op het (uitgebreide) Engelstalige aanbod is aangewezen. Door de opkomst van internetboekhandels waar men gemakkelijk aan nieuwe Engelstalige uitgaven komt en vooral ook de steeds intensievere verspreiding van de kennis van het Engels onder steeds jongere delen van de Nederlandstalige bevolking, is dit voor de meeste lezers geen erg groot probleem meer. Nieuwe Nederlandstalige sciencefictionboeken zijn zodoende vrijwel altijd heruitgaven van oudere werken, op enkele uitzonderingen na: de nieuwe boeken van Jack Vance, Julian May en Dan Simmons werden wel in het Nederlands uitgebracht.

## Sciencefictionstripverhalen
Sciencefictionstripverhalen zijn volop vertegenwoordigd in de totale oplage stripverhalen. Hieronder een selectie:
- Aâma
- Aldebaran
- Axel Moonshine
- Antares
- Aymone
- Barbarella
- Betelgeuze
- Blake en Mortimer
- Brick Bradford
- Flash Gordon
- Luc Orient
- Ravian
- Scarlet Traces
- Schipbreuk in de tijd
- Simon van de rivier
- Sky Doll
- Stany Derval
- Storm
- The Surrogates
- Trigië
- Yoko Tsuno
- Universal War One

## Hoorspelen
Voor de radio is een groot aantal sciencefictionverhalen bewerkt tot hoorspel. Veruit het bekendst is de adaptatie van H.G. Wells' sciencefictionroman The War of the Worlds uit 1898. Dit verhaal werd door Orson Welles tot hoorspel bewerkt en als Halloween-special uitgezonden op 30 oktober 1938. Het 60 minuten durende hoorspel bestond voornamelijk uit nieuwsberichten die verslag deden van een Martiaanse invasie. Dit veroorzaakte grote paniek bij veel luisteraars, die dachten dat Amerika echt aangevallen werd. Welles werd hierdoor in een klap beroemd en het hoorspel is vermoedelijk het meest succesvolle radiodrama in de geschiedenis.
Voorbeelden
- War of the Worlds van Orson Welles (naar de gelijknamige roman van H.G. Wells)
- De Triffids komen naar John Wyndhams The Day of the Triffids
- Sprong in het heelal van Charles Chilton
- Testbemanning van Carl Lans
- Matt Meldon-cyclus van Paul van Herck
- Het Transgalactisch Liftershandboek van Douglas Adams

Zie Sciencefictionhoorspelen voor een lijst van sciencefictionhoorspelen.

## Prijzen
Er zijn twee belangrijke internationale prijzen voor sciencefictionliteratuur: de Hugo Award, waarvan de winnaars worden gekozen door de bezoekers van de jaarlijkse Worldcon, en de Nebula Award, waarvan de winnaars door de leden van de Science Fiction and Fantasy Writers of America (SFWA) worden gekozen.
In Nederland zijn er de Paul Harland Award, de Unleash Award en Fantastels. Tussen 2003 was 2005 was er in de Nederlanden ook De prijs voor de Nederlandstalige fantastische literatuur.
Naast deze literatuurprijzen zijn ook de Saturn Awards een vermelding waard: deze worden sinds 1972 uitgereikt voor de beste sciencefictionfilm-, televisie- en video/dvd-werken.

## Tijdschriften
- De Tijdlijn
- Holland-SF
- Wonderwaan
- SF Terra
- Pure Fantasy
- Aeon Speculative Fiction, Amerikaans onlinetijdschrift